# Небојша Косовић
Небојша Косовић (рођен 24. фебруара 1995. у Никшићу) је црногорски фудбалер који игра на позицији задњег везног.

## Играчка каријера

### Клупска каријера
Косовић је прошао млађе категорије новосадске Војводине. За први тим Војводине је дебитовао са 16 година, током пролећног дела сезоне 2010/11, код тренера Зорана Милинковића. За Војводину је играо до 2014. када прелази у белгијски ФК Стандард Лијеж. У Стандарду му није пружена прилика да игра већ је послат на позајмицу у мађарски Ујпешт.
У августу 2015. године је потписао четворогодишњи уговор са Партизаном. Провео је у Партизану четири године и током тог периода је одиграо 81 утакмицу, а постигао је пет голова и забележио шест асистенција. Учествовао је у освајању једне титуле (2017) и три Купа (2016, 2017, 2018).
Од априла 2019. до фебруара 2022. је наступао за казахстански Каират.

### Репрезентација
Косовић је прошао све млађе категорије Црне Горе. За сениорску репрезентацију Црне Горе је дебитовао 29. маја 2016. на пријатељској утакмици са Турском.

## Трофеји

### Ујпешт
- Куп Мађарске (1) : 2013/14.
- Суперкуп Мађарске (1): 2014.

### Партизан
- Суперлига Србије (1) : 2016/17.
- Куп Србије (3) : 2015/16, 2016/17, 2017/18.

### Каират
- Премијер лига Казахстана (1) : 2020.
- Куп Казахстана (1) : 2021.